# Gorodkovia
Gorodkovia es un género monotípico de plantas fanerógamas perteneciente a la familia Brassicaceae. Su única especie es Gorodkovia jacutica.

## Taxonomía
Gorodkovia jacutica fue descrito por Botsch. & Karav. y publicado en Botanicheskie Materialy Gerbariia Botanicheskogo Instituta imeni V. L. Komarova Akademii Nauk SSSR 19: 109. 1959.